# Eristalinus lalitai
Eristalinus lalitai är en tvåvingeart som först beskrevs av Nayar 1968.  Eristalinus lalitai ingår i släktet slamflugor, och familjen blomflugor. Inga underarter finns listade i Catalogue of Life.